# Aeroporto de Redenção
O Aeroporto de Redenção - Gertrudes Gomes (IATA: RDC, ICAO: SNDC) é o aeroporto que atende à cidade de Redenção, Pará, Brasil. Está situado na Rodovia Estadual PA-287, no Setor Oeste, numa distância de 6 km, do Centro da Cidade.

## Reforma
É um dos 24 aeroportos incluídos no PDAR - Plano de Desenvolvimento da Aviação Civil, do Estado do Pará, que foi elaborado em 2012, pela Secretaria de Aviação Civil, do Governo Federal.

## Companhias aéreas e destinos
| Companhias | Destinos      | Aeronaves |
| Piquiatuba | Belém, Marabá |           |
| ---------- | ------------- | --------- |

## Voos (Horários, Destinos e Frequências)

### Chegadas
| Cia Aérea | Voo | Origem | Horário | Frequência | Aeronave |
| --------- | --- | ------ | ------- | ---------- | -------- |

### Partidas
| Cia Aérea | Voo | Destino | Partida | Frequência | Aeronave |
| --------- | --- | ------- | ------- | ---------- | -------- |